# Société commerciale des transports et des ports
Pour les articles homonymes, voir Onatra et Office national des Transports.
La Société commerciale des transports et des ports (SCTP), appelée Office national des transports (ONATRA) avant 2011, est une entreprise sociétaire publique de la République démocratique du Congo, active essentiellement dans l'ouest et le nord du pays. Son siège social est établi à Kinshasa, commune de la Gombe.
La SCTP SA est redevenue ONATRA depuis 2023 à la suite de la demande du Ministre de tutelle.

## Histoire
L'entreprise publique à caractère industriel et commercial est créée en 1935 sous le nom de l'Office des transports coloniaux (OTRACO). Elle est renommée Office des transports au Congo (OTRACO) avec l'indépendance en 1960. Celle-ci est dissoute et remplacé par l'Office national des transports (ONATRA) en 1971.
En 1973, elle atteint un maximum de 410 871 passagers transporté.
La libéralisation du transport fluvial, à la suite d'une décision du Conseil exécutif en 1977 lui retire le monopole et autorise toute personne physique ou morale à devenir armateur.
La dégradation générale de ses services et la compétition font baisser considérablement son trafic passager (121 779 en 1982).
Pendant les dernières guerres le fleuve Congo a été bloqué au-delà de Mbandaka. Depuis 2003, le trafic reprend peu à peu, jusqu'à Kisangani, et au nord par l'Ubangi.
L'entreprise publique ONATRA est transformée en société par actions à responsabilité limitée dénommée Société Commerciale des Transports et des Ports, dont les statuts sont enregistrés le 24 décembre 2010.

## Activités
L'exploitation ferroviaire et portuaire, ainsi que le transport fluvial constituent ses activités principales. Elle a pour objet social :
- l’exploitation des services de transport multimodal combiné ou non des personnes, des marchandises ou d’autres objets quelconques par eau, par chemin de fer et par route ;
- l’exploitation des ports et des services accessoires ou connexes ;
- l’activité et la gestion des chantiers navals[4]

## Réseau
Son réseau est composé :

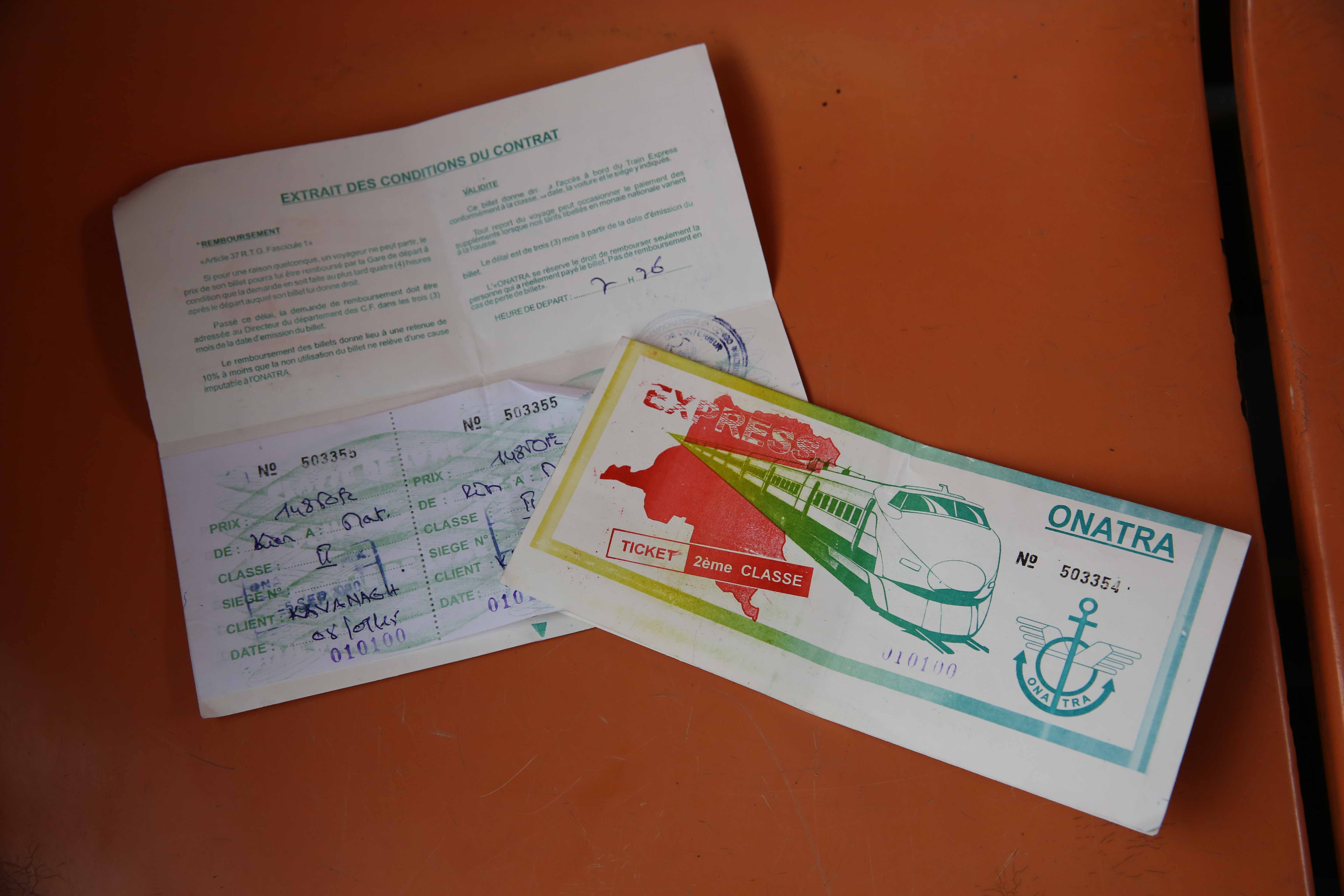
Billet de deuxième classe en 2015. Le train représenté est un Shinkansen japonais, qui n'a jamais circulé sur le réseau.

- du chemin de fer Matadi-Kinshasa, conformément à la convention signée avec la Société nationale des chemins de fer du Congo ;
- du réseau lacustre et fluvial :
  - de Boma à Banana (vedette Kalamu),
  - du fleuve Congo et de la rivière Kasaï (ainsi que leurs affluents) ;
- des ports :
  - martimes de Matadi et de Boma,
  - fluviaux de Kinshasa, de Mbandaka et de Kisangani.

## Identité visuelle

avant 2011
2011